# Кјова
Кјова (享和) је јапанска ера (ненко) која је настала после Кансеи и пре Бунка ере. Временски је трајала од фебруара 1801. до јануара 1804. године и припадала је Едо периоду. Владајући монарх био је цар Кокаку. Нова ера је именована због веровања да након сваког круга кинеских зодијака, будуће време доноси велике промене. 
Нови назив ере је извучен из афоризма "Прати небеса и испуни судбину, уједини све људе и усаврши своју праведност" (順乎天而享其運、応乎人而和其義).

## Важнији догађајиКјоваере
- 9. децембар 1802. (Кјова 2, петнаести дан једанаестог месеца): Земљотрес магнитуде 6.6 на рихтеровој скали погађа северозапад Хоншуа и острво Садо.[2]
- 28. децембар 1802. (Кјова 2, четврти дан дванаестог месеца): Земљотрес на острву Садо.[2]